# Sarah Bishop
Sarah Bishop (c. 1759 - c. 1809) est une Américaine de classe sociale aisée qui fut forcée de devenir pirate dans les années 1778-1780,.
Elle s'est échappée de son navire, a nagé jusqu'au rivage et a vécu dans une grotte en ermite pendant environ trente ans jusqu'à mourir de froid,.
Bien que la plupart des sources affirment que Sarah Bishop est morte de froid entre 1808 et 1810, la date et les circonstances de sa mort sont contestées.